# Aciagrion zambiense
Aciagrion zambiense е вид водно конче от семейство Coenagrionidae.

## Разпространение
Видът е разпространен в Ангола и Замбия.